# VK Prievidza
VK Prievidza – słowacki klub siatkarski z Prievidzy założony w 1963 roku pod nazwą TJ Prievidza. Od sezonu 2013/2014 występuje w najwyższej klasie rozgrywkowej na Słowacji. Wicemistrz Słowacji (2017) oraz zdobywca Pucharu Słowacji (2018).

## Historia
Siatkówkę w Prievidzy zaczęto uprawiać w latach 20. XX wieku. Głównym ośrodkiem było gimnazjum, które mieściło się w klasztorze zakonu pijarów.
W 1940 roku siatkarze z Prievidzy zostali mistrzami Słowacji.
Po II wojnie światowej początkowo zespół swoją siedzibę mieścił w Bojnicach, jednak w 1947 roku powrócił do Prievidzy. W drugiej połowie lat 50. zespół przyjął nazwę Lokomotíva, natomiast w 1961 roku powstała siatkarska sekcja w klubie Baník Prievidza.
W 1963 roku powstała męska drużyna TJ Prievidza. W maju 1970 roku uzyskała awans do 2. ligi. Po zakończeniu sezonu 1971/1972 ze względu na problemy finansowe większość zawodników opuściła zespół, co skutkowało uczestnictwem jedynie w rozgrywkach regionalnych.
We wrześniu 1998 roku klub przyjął nazwę TJ Stavbár Prievidza.
Na początku XXI wieku męski zespół regularnie występował w I lidze. W sezonie 2012/2013 po zwycięstwie w turnieju barażowym uzyskał awans do Extraligi. W Extralidze drużyna występuje pod nazwą VK Prievidza. W sezonie 2013/2014 VK Prievidza zakończył zmagania ligowe na 5. miejscu. W sezonie 2014/2015 zajął historyczne 3. miejsce, natomiast w sezonie 2016/2017 zdobył wicemistrzostwo Słowacji po porażce w finałowych meczach play-off z VKP Bystrina SPU Nitra.
W sezonie 2017/2018 VK Prievidza zdobył mistrzostwo i Puchar Słowacji.

## Występy w europejskich pucharach
VK Prievidza w sezonie 2015/2016 wziął udział w Pucharze CEV oraz Pucharze Challenge.

### Mecze w europejskich pucharach

#### Puchar CEV 2015/2016
| Runda       | Data       | Miejsce spotkania | Przeciwnik          | Wynik spotkania           |
| ----------- | ---------- | ----------------- | ------------------- | ------------------------- |
| 1/16 finału | 04.11.2015 | Prievidza         | CAI Voleibol Teruel | 0:3 (21:25, 20:25, 20:25) |
| 1/16 finału | 18.11.2015 | Teruel            | CAI Voleibol Teruel | 0:3 (14:25, 17:25, 32:34) |

#### Puchar Challenge 2015/2016
| Runda       | Data       | Miejsce spotkania | Przeciwnik                   | Wynik spotkania                  |
| ----------- | ---------- | ----------------- | ---------------------------- | -------------------------------- |
| 1/16 finału | 02.12.2015 | Aleksandropolis   | MGS Ethnikos Aleksandropolis | 1:3 (15:25, 25:23, 29:31, 16:25) |
| 1/16 finału | 16.12.2015 | Prievidza         | MGS Ethnikos Aleksandropolis | 3:1 (25:23, 25:19, 20:25, 25:23) |
| 1/16 finału | 16.12.2015 | Prievidza         | MGS Ethnikos Aleksandropolis | złoty set: 11:15                 |

## Osiągnięcia
- Mistrzostwa Słowacji:
  -  1. miejsce (2x): 2018, 2019
  -  2. miejsce (1x): 2017
  -  3. miejsce (1x): 2015
- Puchar Słowacji:
  -  1. miejsce (2x): 2018, 2020

## Kadra
Sezon 2018/2019
- Pierwszy trener: Richard Nemec
- Asystent trenera: Gabriel Chochoľak

| Nr | Imię i nazwisko  | Data ur. | Wzrost | Pozycja               |
| -- | ---------------- | -------- | ------ | --------------------- |
| 1  | Marek Ludha      | 1993     | 200    | środkowy              |
| 2  | Ľuboš Nemec      | 1995     | 184    | libero                |
| 3  | Milan Javorčík   | 1985     | 189    | przyjmujący           |
| 4  | Iwan Plasećkyj   | 1997     | 193    | rozgrywający          |
| 5  | Martin Jančura   | 1997     | 190    | rozgrywający          |
| 7  | Filip Štepánek   | 2001     | 180    | przyjmujący           |
| 9  | Peter Mlynarčík  | 1991     | 200    | atakujący             |
| 13 | Jakub Ihnát      | 1996     | 191    | przyjmujący           |
| 17 | Martin Kudra     | 1999     | 187    | atakujący             |
| 19 | Filip Mačuha     | 1999     | 205    | środkowy              |
| 20 | Juraj Čavojský   | 2002     | 185    | przyjmujący/atakujący |
| 21 | Adam David Detko | 2000     | 175    | libero                |
| 22 | Adrián Jánoš     | 2002     | 187    | przyjmujący           |
| 23 | Matej Krajč      | 2001     | 189    | środkowy              |

| Sezon 2017/2018 - Pierwszy trener: Richard Nemec - Asystent trenera: Gabriel Chochoľak \| Nr \| Imię i nazwisko \| Data ur. \| Wzrost \| Pozycja \| \| -- \| --------------------------------------- \| -------- \| ------ \| ------------ \| \| 1 \| Marek Ludha \| 1993 \| 200 \| środkowy \| \| 2 \| Ľuboš Nemec \| 1995 \| 184 \| libero \| \| 3 \| Milan Javorčík \| 1985 \| 189 \| przyjmujący \| \| 4 \| Roosewelt de Oliveira Vasconcelos Filho \| 1984 \| 206 \| środkowy \| \| 5 \| Martin Jančura \| 1997 \| 190 \| rozgrywający \| \| 6 \| Tijmen Laane \| 1988 \| 206 \| przyjmujący \| \| 7 \| Filip Štepánek \| 2001 \| 180 \| przyjmujący \| \| 8 \| Patrik Šimko \| 1991 \| 207 \| środkowy \| \| 9 \| Andres Toobal \| 1988 \| 193 \| rozgrywający \| \| 13 \| Matej Kubš \| 1988 \| 188 \| przyjmujący \| \| 14 \| Marcilio Braga Da Silva \| 1981 \| 202 \| atakujący \| \| 17 \| Martin Kudra \| 1999 \| 187 \| atakujący \| |                                         |          |        |              |
| Nr | Imię i nazwisko                         | Data ur. | Wzrost | Pozycja      |
| 1 | Marek Ludha                             | 1993     | 200    | środkowy     |
| 2 | Ľuboš Nemec                             | 1995     | 184    | libero       |
| 3 | Milan Javorčík                          | 1985     | 189    | przyjmujący  |
| 4 | Roosewelt de Oliveira Vasconcelos Filho | 1984     | 206    | środkowy     |
| 5 | Martin Jančura                          | 1997     | 190    | rozgrywający |
| 6 | Tijmen Laane                            | 1988     | 206    | przyjmujący  |
| 7 | Filip Štepánek                          | 2001     | 180    | przyjmujący  |
| 8 | Patrik Šimko                            | 1991     | 207    | środkowy     |
| 9 | Andres Toobal                           | 1988     | 193    | rozgrywający |
| 13 | Matej Kubš                              | 1988     | 188    | przyjmujący  |
| 14 | Marcilio Braga Da Silva                 | 1981     | 202    | atakujący    |
| 17 | Martin Kudra                            | 1999     | 187    | atakujący    |